# Ligurische Republik
Die Ligurische Republik (italienisch Repubblica Ligure) war eine durch französischen Revolutionsexport errichtete italienische Tochterrepublik, gebildet aus der früheren Adelsrepublik Genua, errichtet am 14. Juni 1797, aufgelöst durch Eingliederung in das französische Kaiserreich am 4. Juni 1805.

## Entwicklung
Angesichts der für den Ausgang des Ersten Koalitionskrieges entscheidenden französischen Siege im oberitalienischen Feldzug von 1796/1797 und unter dem daraus folgenden massiven militärisch-politischen Druck schloss die Republik Genua unter dem Dogen Giacomo Maria Brignole am 6. Juni 1797 eine Konvention mit General Bonaparte, gemäß der ihre bisherige aristokratische Verfassung in eine demokratische nach französischem Vorbild verwandelt wurde; die Republik wurde offiziell am 14. Juni 1797 ausgerufen. Die neue Verfassung (angenommen durch Volksabstimmung am 2. Dezember 1797) trat mit Beginn des Jahres 1798 in Kraft. Ein Schutz- und Trutzbündnis bot der Ligurischen Republik Schutz nach außen, machte sie aber gleichzeitig völlig abhängig von Frankreich. Die demokratische Verfassung mit einem regierenden fünfköpfigen Direktorium erfuhr 1802 eine Restauration, indem wieder ein Doge an die Staatsspitze trat. 1805 löste Napoleon, bereits französischer Kaiser, die Republik auf und integrierte sie wie das benachbarte Herzogtum Parma in Form dreier Départemente in sein Reich. Nach dem Ende der napoleonischen Herrschaft versuchte Genua von April bis Dezember 1814 seine Eigenstaatlichkeit wiederzugewinnen, doch wurde es aufgrund der Beschlüsse des Wiener Kongresses ein Teil des Königreiches Sardinien.

## Bemerkungen

Variante der Flagge der Ligurischen Republik (1797)

- Der Name der Republik geht auf die bereits antike Bezeichnung Ligurien für das (weitaus größere) Gebiet zwischen Alpen, Po und Golf von Genua und deren Bewohner, die Ligurer, zurück; schon Kaiser Augustus richtete eine regionale Verwaltungseinheit namens Liguria ein.
- Die das Kreuz von St. Georg zeigende Flagge der Adelsrepublik (durchgehende rote Balken auf weißem Grund, auch die Fahne der Stadt Genua selbst oder Englands) wurde von der Ligurischen Republik beibehalten und im Gegensatz zu vielen anderen Tochterrepubliken Frankreichs nicht durch eine Trikolore ersetzt. In der Verfassung vom 26. Juni 1802, sowie in den Gesetzestexten vom 28. Juli 1814 wird die Flagge ausdrücklich als Nationalflagge erwähnt, nicht jedoch in der Verfassungsausgabe vom 2. Dezember 1798, in der lediglich vom „Alten Banner“ die Rede ist. Zu Beginn der Republik 1797 könnten auch Varianten dieser Flagge Verwendung gefunden haben.